# Les Très Bien Ensemble
Les Très Bien Ensemble est un groupe de pop espagnol, originaire de Barcelone, en Catalogne. 

## Biographie
Son style musical, dont les paroles sont entièrement interprétées en français, s'inspire de la musique pop, du folk et du yé-yé des années 1960 ; en particulier Serge Gainsbourg, France Gall, Françoise Hardy et Philippe Katerine, entre autres. Le nom du groupe fait référence à Michelle, une chanson des Beatles qui a des strophes en français : « Michelle, ma belle, sont des mots qui vont très bien ensemble. »
Leur premier EP est publié sur CD et vinyle en juillet 1997 ; il comprend quatre morceaux, dont l'un, La Fille la plus douce du monde, est choisi en 1999 comme l'« une des meilleures chansons de l'année » par les auditeurs de Radio 3. Un autre EP, Chanson d'amour, suit en 2001, et comprend une reprise de Brigitte Bardot. Enfin, en 2005, ils publient leur premier album, Doux-Amer ; L'un des morceaux, À Hélène, est choisi par la chaîne de magasins El Corte Inglés, pour sa campagne Blancolor.
En septembre 2008, ils publient leur deuxième et dernier album en date, Rougeole, un album qui reflète l'influence d'artistes tels que Johnny Cash, Brian Wilson, The Byrds, The Zombies ou Love. Le groupe se sépare en 2010.